# Hvolgård
Hvolgård i Øland Sogn, Brovst Kommune.
Hvolgård var i 1682 en enestegård. Den samlede dyrkede areal udgjorde 21,8 tønder land skyldsat til 6,86 tønder hartkorn.
Hvolgård var fra gammel tid fæstegård under Oxholm og blev frasolgt i 1850.
I 1857 blev Hvolgård købt af Christian Jensen, en ung bondekarl som tjente på en gård i Nørre Økse for en del af den dusør han modtog for fundet af en guldhalsring (Guldhalsringen findes i dag på Nationalmuseet).
Hvolgård blev i slægtens eje men ejes i dag af Oxholm gods.